# 오케스트라의 소녀
《오케스트라의 소녀》(One Hundred Men And A Girl)는 미국에서 제작된 헨리 코스터 감독의 1937년 코미디 영화이다. 디나 더빈 등이 주연으로 출연하였고 조 패스터넉 등이 제작에 참여하였다.

## 출연

### 주연
- 디나 더빈
- 아돌프 멘주

### 조연
- 앨리스 브래디
- 유진 팔렛
- 미샤 오어
- 빌리 길버트
- 엘머 크루거
- 하워드 C. 힉먼
- 크리스찬 러브
- 제랄드 올리버 스미스
- 잭 멀홀
- 제드 프로티
- 프랭크 젠크스

## 기타
- 의상: 베라 웨스트

## 반응
- 2006: 최고의 뮤지컬 영화 - 지명[1]